# Flamboyant Shopping Center
Flamboyant Shopping Center é o centro comercial mais antigo do estado de Goiás e o segundo maior shopping de Goiás perdendo apenas para o Passeio das Águas. O Shopping Flamboyant conta com 62.446,80m² de Área Bruta Locável. Está situado em Goiânia - GO, no bairro Jardim Goiás, próximo ao Centro Cultural Oscar Niemeyer.
O shopping foi inaugurado em 16 de outubro de 1981, apontando como novidade na capital, por antigamente ainda não possuir nenhum empreendimento deste modelo. Assim, abriu-se caminho para a inauguração de outros shopping centers na região.
A escolha do nome se deu naquela época, Flamboyant ser uma das árvores mais abundantes e populares de Goiânia. Uma das principais avenidas de Goiânia, as Av. Araguaia e Av. Tocantins, eram até então repletas desta árvore.
Atualmente possui três pavimentos, com o total de 264 lojas, além de duas praças de alimentação, oito salas de cinema e estacionamento de 3.200 vagas. Ocorrem também eventos musicais no interior do shopping, como por exemplo o Flamboyant in Concert, com shows de MPB.
Até o ano de 2013 era considerado o maior shopping center de Goiânia, quando foi ultrapassado pelo Passeio das Águas Shopping.